# Mare Undarum
Mare Undarum ("Bølgernes Hav") er et ujævnt mareområde på Månens forside beliggende lige nord for Mare Spumans ("Skumhavet") ved krateret Firmicus. Det er en af de mange hævede søer i Crisium-bassinet, der omgiver Mare Crisium ("Dommenes Hav"). Dens største udstrækning er på 243 km. Materialet fra bassinet stammer fra Nectarian-perioden, mens basalten i selve havet stammer fra Øvre Imbrian. Krateret Dubyago ses i sydkanten af havet. Mod nordøst findes krateret Condorcet P.
Da von Mädler observerede havet i 1830'erne, bemærkede han variationer i de mørke kurvede striber, der omgiver havet, hvilket ledte ham til at overveje, om årsagen til disse forandringer havde været vegetation.

## Ekstern henvisning
- Beskrivelse på Nasas måneatlas Arkiveret 17. januar 2009 hos  Wayback Machine
- Amateur-Foto: